# Ignacio Rambla
Pour les articles homonymes, voir Rambla.
Ignacio Rambla Algarín, né le 2 janvier 1964 à Jerez de la Frontera, est un cavalier de dressage espagnol.
Il dispute deux éditions des Jeux olympiques, en 1996 et en 2004. C'est lors de ses derniers Jeux en 2004 qu'il remporte une médaille d'argent en dressage par équipe.